# Pomurski Hrvati (Mađarska)
Pomurski Hrvati (mađ. Mura menti horvátok) su jedna od skupina Hrvata u Mađarskoj.

## Povijest
Postoje teze da su pomurski Hrvati, kao i još neke hrvatske zajednice u mađarskoj Podravini, Zadravini, Međimurju, izvorna zajednica na tom prostoru.
Za vrijeme mađarske revolucije 1848., pomurski Hrvati su se stavili na stranu mađarske revolucije to i zato što su se postrojbe Jelačićevih graničara nasilnički ponašale u njihovim selima.
Kod ovih je Hrvata nacionalna svijest bila najjača, uz mađarske Hrvate u mađarskom dijelu Podravine i Gradišća: sebe nikad nisu nazivali nekim subetničkim nazivom nego izričito "Orvatima, Horvatima"

## Zemljopisna rasprostranjenost
Kao što i sam naziv govori, žive uz rijeku Muru, u Pomurju, s druge strane granice između Republike Hrvatske i Mađarske, u jugozapadnoj Mađarskoj.
Hrvati koji su zapadnije od njih su gradišćanski Hrvati, a njihova se zajednica nastavlja na njih.
Naselja pomurskih Hrvata se nalaze južno od grada Velike Kaniže. U ta sela spadaju Belezna, Bajča, Fićehaz, Legradske Gorice, Mikloševo Selo, Mlinarci, Petriba, Pustara, Sepetnik, Serdahel, Sumarton i ina, a od gradskih naselja, pomurski Hrvati žive u Letini .
Hrvatski znanstvenik Stjepan Krpan je zabilježio veliku sličnost pomurskih i međimurskih Hrvata.
Od ostalih znanstvenika koji su se bavili ovog hrvatskom skupinom, ovdje spadaju Josip Vlašić, Karlo Gadányi, Mijo Lončarić, Juraj Lončarević, Zvonimir Bartolić (bavio se podrijetlom i narječjem) te ostali. 2009. su se godine ovoj skupini pridružili hrvatski kajkavolog Đuro Blažeka te iz Mađarske Erika Rácz i akademik István Nyomárkay.

## Narječja
Njihovim narječjima su se u svojim radovima bavili hrvatska akademistica Sanja Vulić i hrvatski jezikoslovci Stjepan Ivšić, Ivan Brabec i ostali. Narodnim pjesmama pomurskih Hrvata se bavio Stipan Blažetin.
Izvorni govori pomurskih Hrvata su pripadaju kajkavskom narječju hrvatskog jezika i to zagorsko-međimurskom dijalektu te u tom svojstvu predstavljaju kontinuitet Hrvata s druge strane granice.
2009. je u Budimpešti godine skupina znanstvenika iz Hrvatske i Mađarske (Đuro Blažeka, Erika Rácz, István Nyomárkay) objavila Rječnik pomurskih Hrvata/Mura Menti Horvát Tájszótár u izdanju Tinta Könyvkiadó..

## Asimilacija
Sva naselja nije mađarizacija pogodila na isti način. Primjerice, Bajča je skoro u potpunosti pomađarena, dok su visoku hrvatsku svijest zadržali Serdahel i Kerestur.

## Poznate osobe
- Josip (Joška) Vlašić, hrv. znanstvenik i književnik iz Mađarske
- Erika Rácz, hrv. znanstvenica iz Mađarske[5]

## Vanjske poveznice
- (mađ.) Nemzeti és etnikai kisebbségek Magyarországon Dinko Šokčević: Mura menti horvátok